# Juan Carlos Oblitas
Juan Carlos Oblitas Saba (Mollendo, 1951. február 16. –) válogatott perui labdarúgó, csatár, edző.

## Pályafutása

### Klubcsapatban
1968 és 1975 között az Universitario, 1975–76-ban a spanyol Elche, 1976–77-ben a mexikói Veracruz, 1978 és 1980 között a Sporting Cristal, 1981 és 1984 között a belga Sérésien, 1984–85-ben ismét az Universitario labdarúgója volt. Az Universitarióval négy, a Sportinggal kettő perui bajnok címet nyert.

### A válogatottban
1973 és 1985 között 63 alkalommal szerepelt a perui válogatottban és 11 gólt szerzett. Tagja volt az 1975-ös Copa América-győztes csapatnak. Részt vett az 1978-as argentínai és az 1982-es spanyolországi világbajnokságon.

### Edzőként
1987 és 1990 között az Universitario, 1990 és 1995 között a Sporting Cristal vezetőedzője volt. Az Universitarióval egy, a Sportinggal három bajnoki címet szerzett. 1996 és 1999 között a perui válogatott szövetségi kapitányaként tevékenykedett. 1999 és 2001 között újra a Sporting, 2003-ban a Costa Rica-i LD Alajuelense, 2004-ben az Universidad San Martín, 2004 és 2006 között az ecuadori LDU Quito, 2007 és 2009 között a ismét a Sporting szakmai munkáját irányította. Az LDU Quito csapatával egy bajnoki címet nyert. 2015 óta a perui válogatott technikai igazgatója.

## Sikerei, díjai

### Játékosként
Peru
- Copa América
  - győztes: 1975

 Universitario
- Perui bajnokság
  - bajnok (4): 1969, 1971, 1974, 1985

 Sporting Cristal
- Perui bajnokság
  - bajnok (2): 1979, 1980

### Edzőként
Peru
- Kirin-kupa
  - győztes: 1999

 Universitario
- Perui bajnokság
  - bajnok: 1987

 Sporting Cristal
- Perui bajnokság
  - bajnok (3): 1991, 1994, 1995

 LDU Quito
- Ecuadori bajnokság
  - bajnok: 2005